# Xerez CD
Xerez Club Deportivo er en spansk fodboldklub fra byen Jerez de la Frontera i Andalusien. Klubben blev grundlagt 24. september 1947 og er på nuværende tidspunkt placeret i den næstbedste spanske fodboldrække, Segunda División.
Xerez spiller sine hjemmekampe på Estadio Municipal de Chapín, der 10. juli 1988 afløste klubbens gamle stadion, Estadio Domecq.